# Soedanese schildhagedis
De Soedanese schildhagedis (Broadleysaurus major) is een hagedis uit de familie schildhagedissen (Gerrhosauridae).

## Verspreiding en habitat
De Soedanese schildhagedis komt voor in zuidelijk en zuidoostelijk Afrika. De soort is te vinden in de landen Benin, Botswana, Centraal-Afrikaanse Republiek, Congo-Kinshasa, Eritrea, Ethiopië, Ghana, Kameroen, Kenia, Malawi, Mozambique, Nigeria, Soedan, Somalië, Swaziland, Tanzania, Togo, Zambia, Zimbabwe en Zuid-Afrika.
De habitat van de hagedis bestaat uit schrale gebieden als steppen en savannen, vaak bij groepjes struiken of steenhopen om onder te schuilen.

## Naamgeving en indeling
De Soedanese schildhagedis werd voor het eerst wetenschappelijk beschreven in 1851 door André Marie Constant Duméril. Oorspronkelijk werd de naam Gerrhosaurus major major gebruikt. De wetenschappelijke naam van de Soedanese schildhagedis was lange tijd Gerrhosaurus major, onder deze naam is de hagedis in de literatuur bekend. In 2013 werd de soort aan het monotypische geslacht Broadleysaurus toegewezen.
Er werden vroeger drie ondersoorten onderscheiden maar deze worden tegenwoordig niet meer erkend. De voormalige ondersoort Broadleysaurus major bottegoi werd pas in 2013 als zodanig afgevoerd en deze wordt in veel literatuur nog wel vermeld.

## Uiterlijke kenmerken
De Soedanese schildhagedis bereikt een maximale lichaamslengte tot ongeveer 50 centimeter inclusief de lange staart. De kleur van de hagedis is lichtbruin, de soort lijkt wat op een skink, vanwege de gladde schubben en het wat langgerekte lichaam en lange staart. Zoals bij alle schildhagedissen heeft ook deze soort met beenplaatjes verstevigde schubben die duidelijk zichtbaar zijn. Om ademhaling en zwangerschap mogelijk te maken met zo'n stevig pantser heeft de hagedis een huidplooi op de flanken die wat kan uitrekken. De kop heeft geen duidelijke nek, de ooropeningen zijn vrij groot en driehoekig van vorm. De meeste exemplaren hebben geen echte tekening, soms komen donkere lengtestrepen voor. Mannetjes zijn van vrouwtjes te onderscheiden doordat ze grotere femorale poriën hebben, de poriën onder de dijen.

## Levenswijze
Op het menu staan plantendelen als fruit, maar ook kleine dieren als insecten en kleine knaagdieren. Soms worden holen gegraven, en de hagedis leeft in streken met een bodemtype dat geschikt is om te graven. Deze soort neem graag een zonnebad om op te warmen. Bij zonnig weer is de hagedis voornamelijk op stenen te vinden die door de zon zijn opgewarmd.
Mannetjes zijn zeer territoriaal ingesteld en ze vechten vaak onderling, zeker in de voortplantingstijd. Een legsel bestaat meestal uit 2 tot 4 tamelijk grote, ovale eieren, die worden afgezet in termietenheuvels, rotsspleten, vochtige aarde of onder dood hout.